# Tatort: Der treue Roy
Der treue Roy ist ein Fernsehfilm aus der Krimireihe Tatort. Der Beitrag wurde vom MDR produziert und ist der dritte Fall des Ermittlerduos Lessing und Dorn aus Weimar. Die Erstausstrahlung fand am 24. April 2016 auf Das Erste, ORF 2 und SRF 1 statt. In den Hauptrollen sind Christian Ulmen und Nora Tschirner zu sehen.

## Handlung
In der Schlacke eines Hochofens in der Nähe von Weimar wird eine Leiche gefunden. Aufgrund der Umstände geht man davon aus, dass es sich um Roy Weischlitz handelt, der in dem Werk beim Abstich angestellt war. Die Ermittler Dorn und Lessing gehen von einem Mord aus.
Der Tote lebte mit seiner Schwester Siegrid zusammen, zu der sein Verhältnis nach Darstellung der Schwester gut gewesen sein soll. Tatsächlich aber machte sie ihrem Bruder Vorwürfe dafür, dass ihr ehemaliger Verlobter Karsten durch Roys Schuld ein Bein verloren hatte. Seither geht das Leben für Siegrid, aber insbesondere für Karsten bergab, der inzwischen als Alkoholkranker in einer verlassenen Tankstelle lebt und nebenbei als Totengräber arbeitet.
Neben Karsten, der in Roys Todesnacht im Metallwerk arbeitete, kommt auch dessen Kumpel Frank als Täter infrage. Dessen Freundin Vanessa gab sich als tschechische Prostituierte aus und verdrehte Roy den Kopf. Als Dorn und Lessing herausfinden, dass Roy seit Jahren mit denselben Gewinnzahlen Lotto spielt und daher offenbar vor kurzem mit sechs richtigen Zahlen einen Gewinn in Höhe von 3,2 Millionen Euro gemacht hatte, scheint das Motiv für den Mord gefunden.
Tatsächlich stellt sich jedoch heraus, dass nichts so ist, wie es auf den ersten Blick erscheint. Roy lebt und das Zusammenleben mit Siegrid, das von ihr als heile Welt dargestellt wird, ist getrübt. Als Roy die vorgebliche tschechische Prostituierte Irina Kratochvílová kennenlernt, die eigentlich eine Deutsche ist und auf den Namen Vanessa Fink hört, ändert er die Gewinnzahlen seiner Lottospiele, indem er den Geburtstag seiner Schwester durch den seiner neuen Bekanntschaft austauscht. Dadurch gewinnt er nicht mit sechs richtigen Zahlen den großen Millionengewinn, sondern hat lediglich vier richtige Zahlen getippt. Als Vanessa davon erfährt, wendet sie sich von Roy ab.

## Hintergrund
Die Folge wurde unter dem Arbeitstitel „Siegrid und Roy“ als Verballhornung der Zauberkünstler Siegfried und Roy produziert. Die Dreharbeiten fanden in Weimar und Umgebung vom 18. August bis 20. September 2015 statt.
Regisseur Gregor Schnitzler erörterte die Episode mit den Worten: „Für mich ging es darum, nicht Figuren zu präsentieren, die permanent Lacher wegen des Lachers servieren, sondern eine Welt zu zeigen, die glaubhaft ist und in ihrer Verstiegenheit höchst komisch wirkt. Ich liebe die Filme der Coen-Brüder, sie geben mir ein gutes Vorbild für den »Tatort«.“
„Ich mag, wenn der Fall überrascht, wir den Zuschauer und uns selbst ein klein bisschen verwirren“, ließ Christian Ulmen zu der Folge Der treue Roy verlautbaren.
Das Drehbuch schrieben Murmel Clausen und Andreas Pflüger bei bislang allen Folgen des Ermittlerduos. Dabei sind die drei bisherigen Filmtitel des Ermittlerduos sprachlich nach demselben Schema verfasst worden. Den beiden Drehbuchautoren kam die Idee zu der Folge, als sie sich in Weimar verfuhren und zwischen Plattenbauten, einem Wohnwagen mit rotem Neonherz im Fenster und einer in der Nähe grillenden Gruppe wiederfanden.
Gegen Ende der Folge wird Roy von Lessing empfohlen, Goethe zu lesen, nicht jedoch Die Leiden des jungen Werthers, da hier der Protagonist Suizid aufgrund einer unglücklichen Liaison begeht. Aus Goethes Werk Die natürliche Tochter zitiert Lessing bereits zuvor „Das einfach Schöne soll der Kenner schätzen, Verziertes aber spricht der Menge zu“, als Kira Dorn mit neuer Frisur aus dem Beautysalon kommt. Zudem zitiert er William Faulkner mit: „Intelligenz ist die Fähigkeit, seine Umgebung zu akzeptieren“.

## Drehorte
Einige Drehorte lagen in der Gemeinde Mellingen, unter anderem an der Ilmbrücke bei Mellingen.

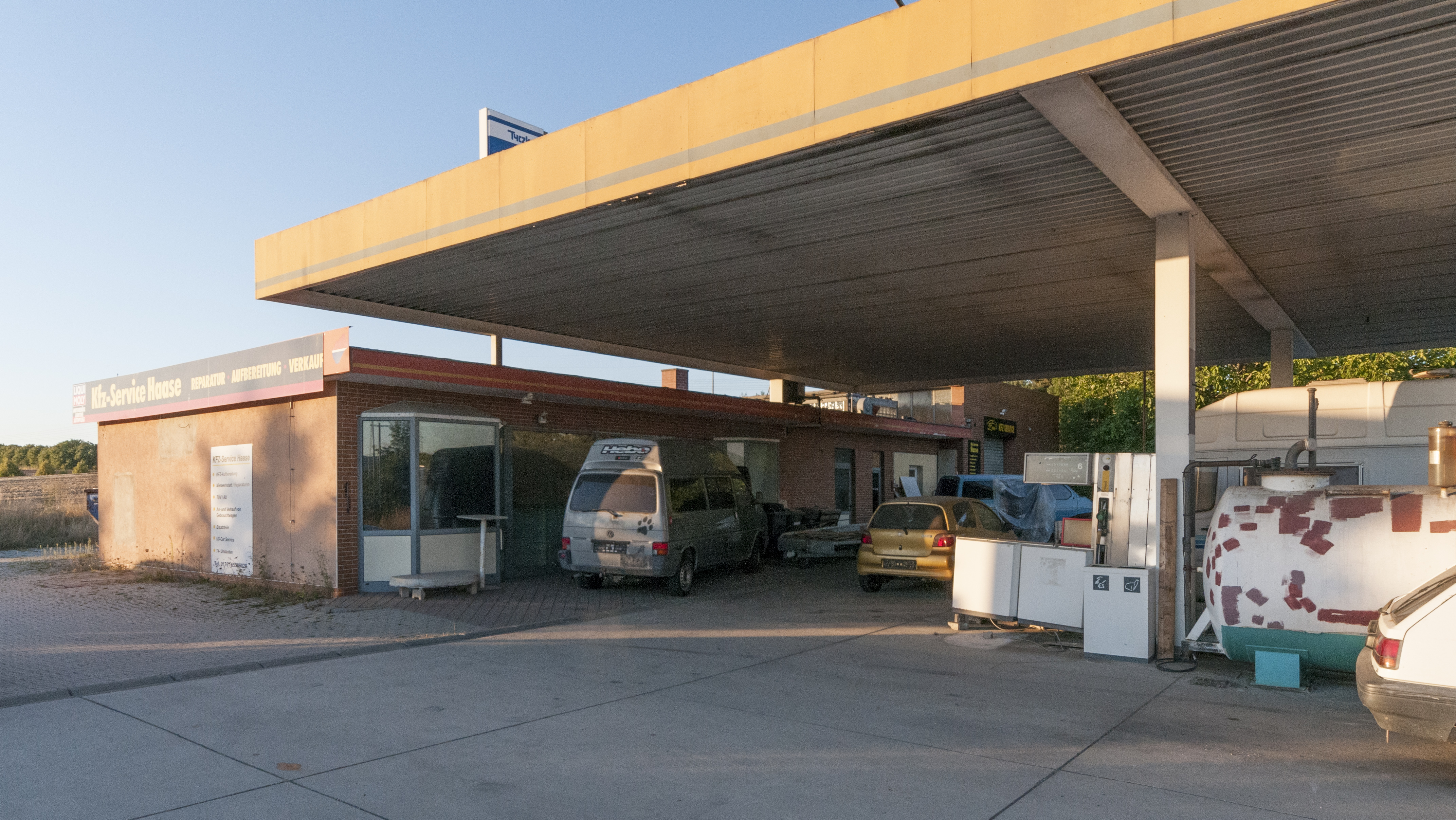
Tankstelle (Beginn: 39:38)
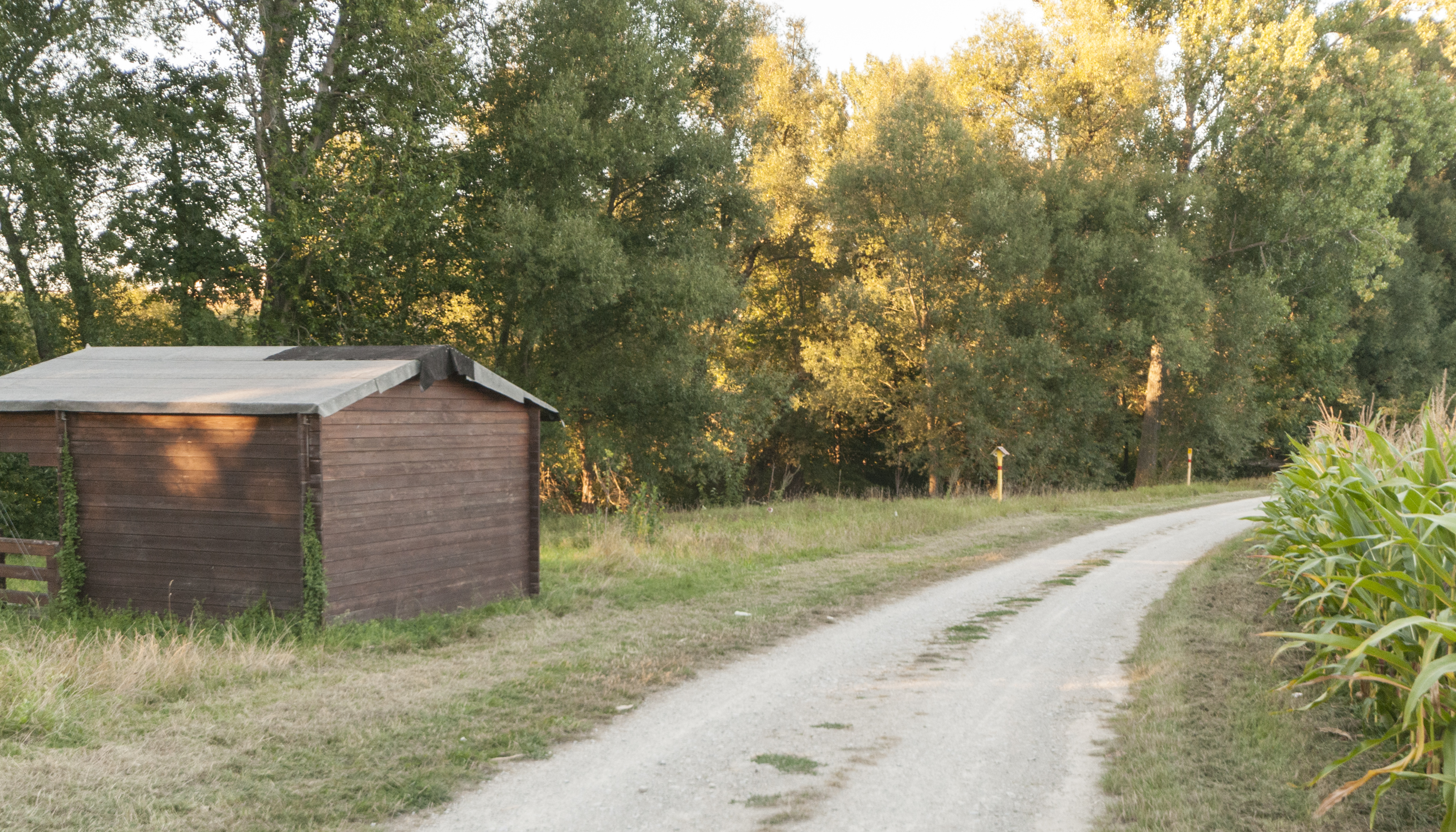
Hütte (Beginn bei 1:06:38)
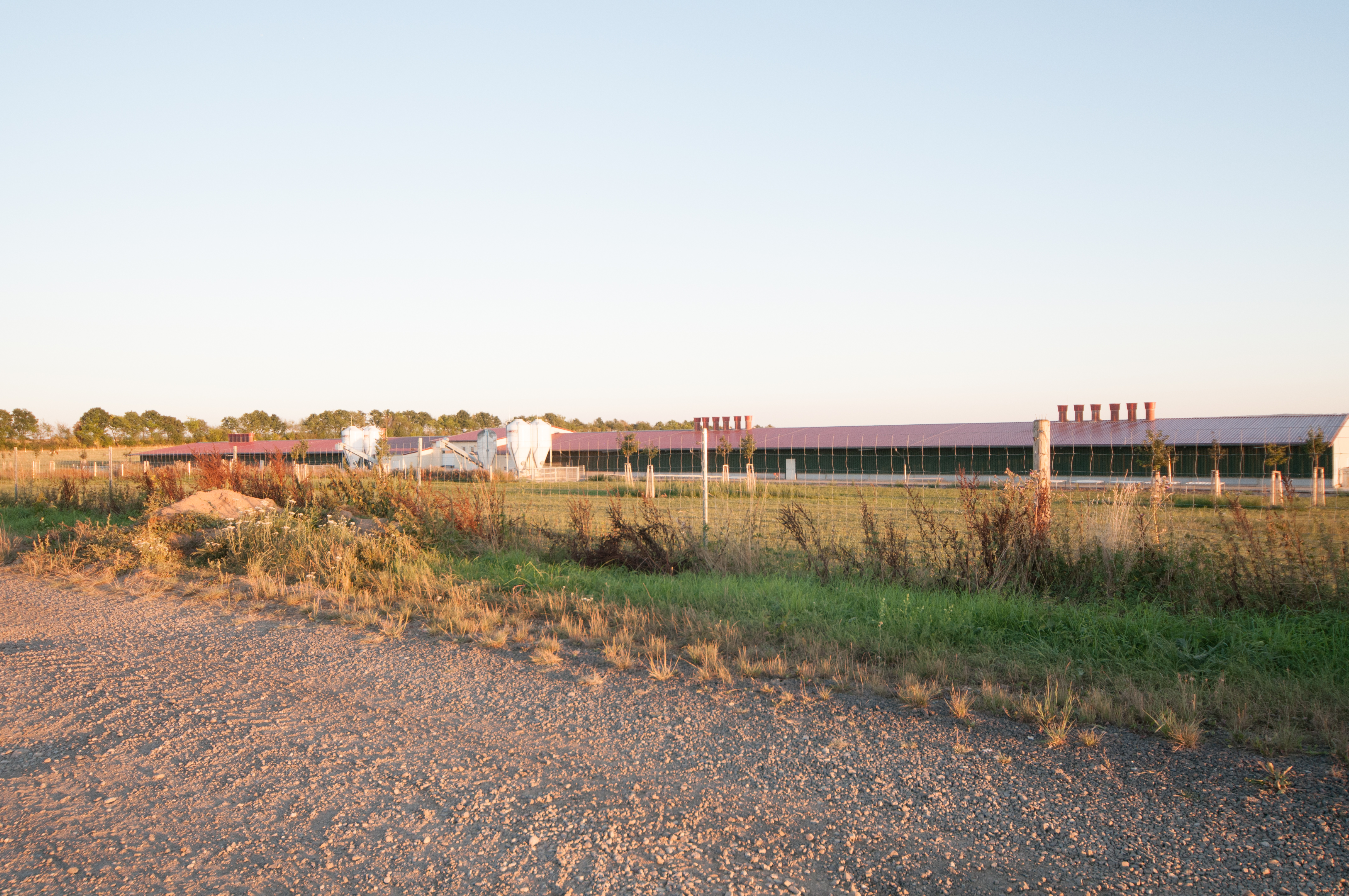
Die Hühnerfarm sieht man während einer Autofahrt (1:07:11)
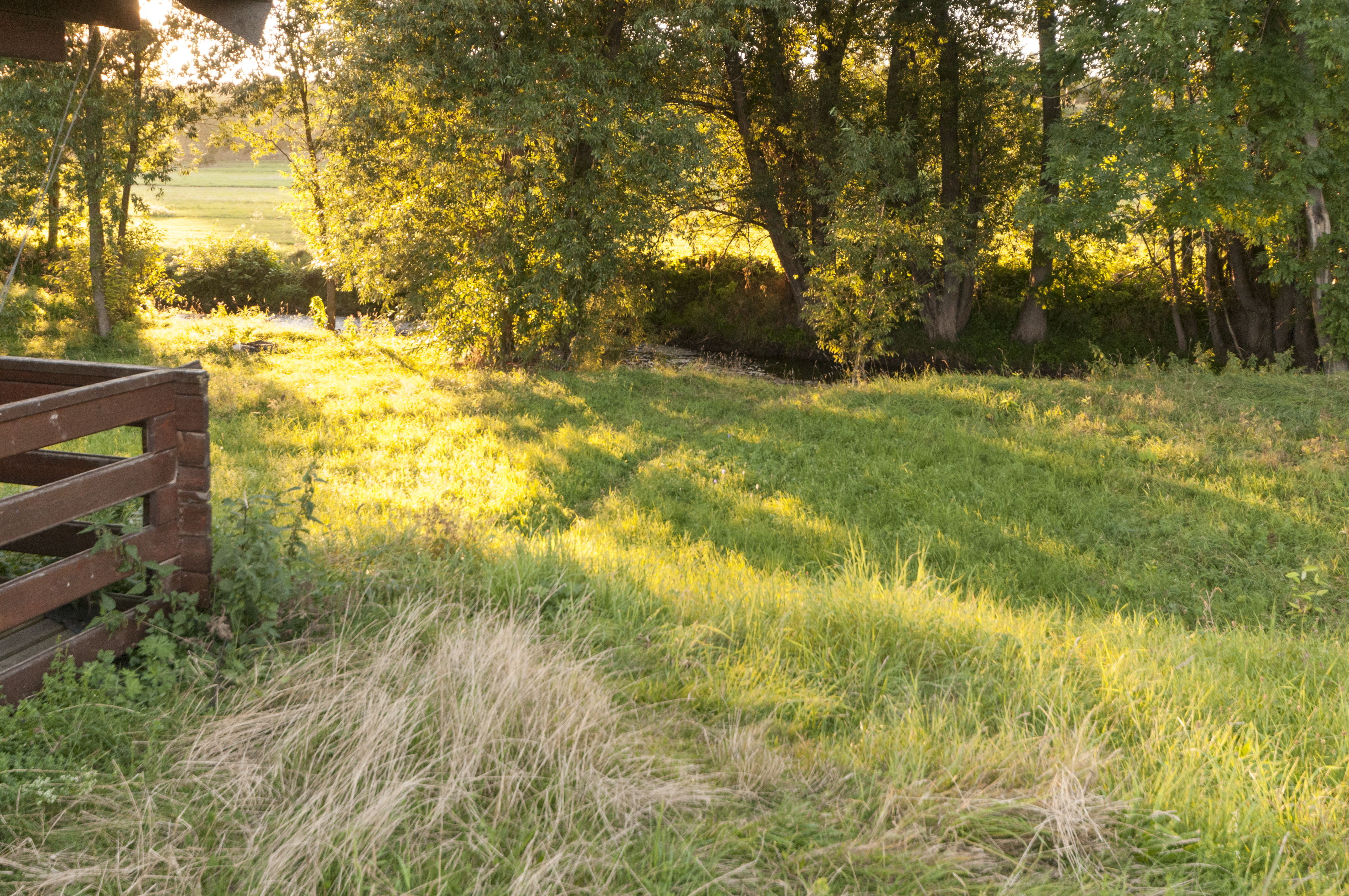
An dieser Stelle wird Roy niedergeschossen
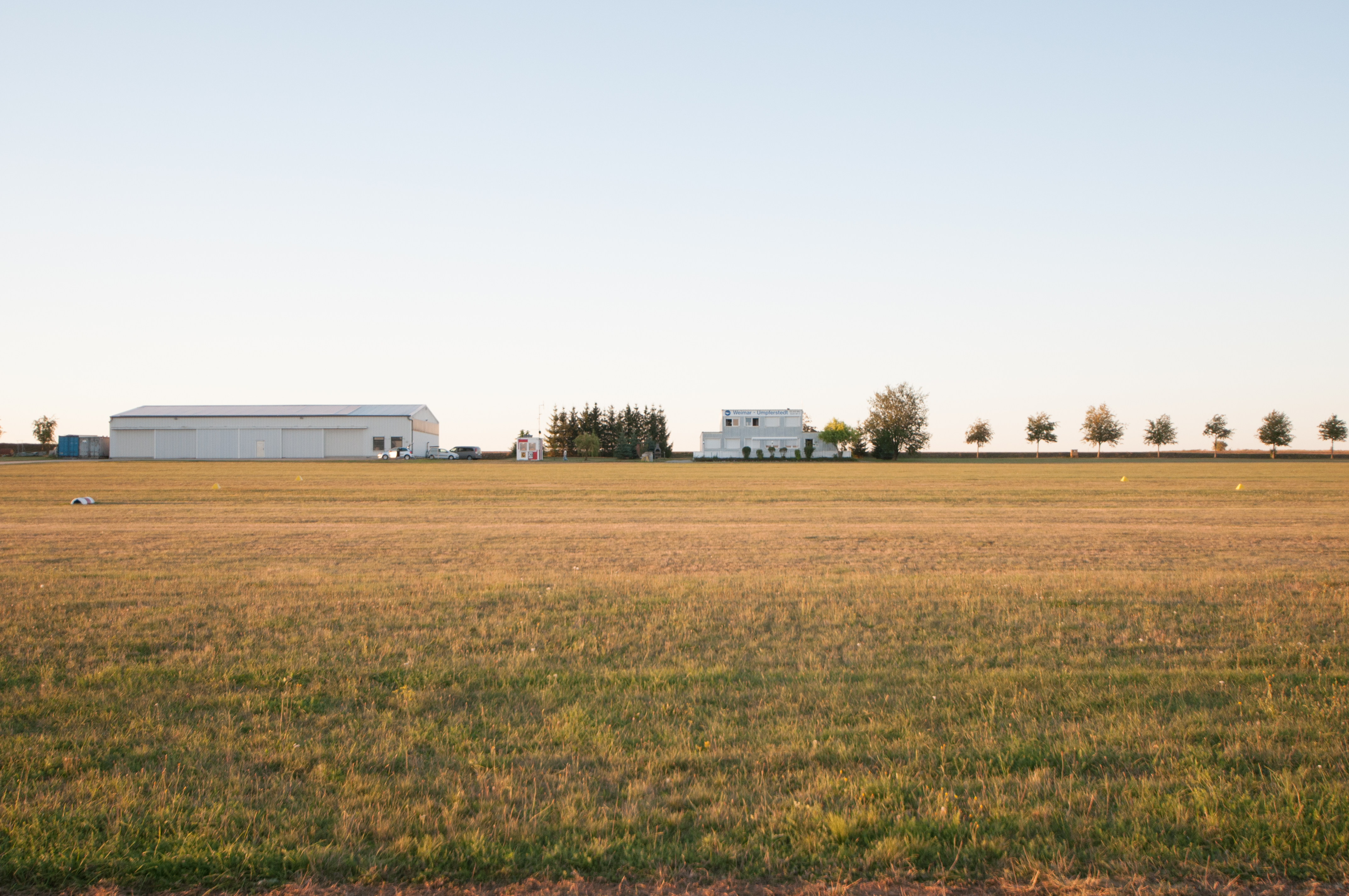
Der Flugplatz – genau gegenüber der Hühnerfarm (1:18:35)

## Rezeption

### Einschaltquoten
Die Erstausstrahlung der Folge Der treue Roy am 24. April 2016 wurde in Deutschland von 9,85 Millionen Zuschauern gesehen und erreichte einen Marktanteil von 26,4 % für Das Erste. In der Gruppe der 14- bis 49-jährigen Zuschauer konnten 3,22 Millionen Zuschauer und ein Marktanteil von 23,4 % erreicht werden.
In Österreich wurden 716.000 Zuschauer erreicht und damit eine durchschnittliche Reichweite von 10 % sowie ein Marktanteil von 22 % erzielt.
In der Schweiz verfolgten 445.000 Zuschauer im Alter von über drei Jahren die Erstausstrahlung der Folge und bescherten ihr dadurch einen Marktanteil von 23,0 %. In der Gruppe der 15- bis 59-jährigen Zuschauer wurden 260.000 Zuschauer gezählt sowie ein Marktanteil von 21,7 % gemessen.

### Kritik
Detlef Hartlap, Chefredakteur der prisma, benennt die „unverborgene Feier ihrer Unwahrscheinlichkeit“ als „das Sympathische an den Weimar-Tatorten“. Zwar sei „jede Tatortfolge jenseits der Wirklichkeit gebaut, auch wenn sich manche so gibt, als sei sie eine halbe Sozialstunde“, doch gerade die „Weimar-Tatorte sind eine Anhäufung von Schrulligkeiten, die“ – im Gegensatz zu Thiel und Boerne aus den Münsteraner Tatorten – „eher cool als komödiantisch heruntergespielt werden“. So beinhaltet die Folge „das unmöglichste Ermittlerpaar, das unmöglichste Geschwisterpaar, zwei dem Leben brutal abgeguckte Kosmetikerinnen mit Namen Miriam und Adriana, einen Polizisten der Lupo heißt, sowie einen Karsten mit einem Bein, der deshalb »Flamingo« gerufen wird“. Namensgebend ist der treue Roy zu sehen, dessen Wunsch es ist, aus dem Leben zu scheiden, doch der als „Mann aus Stahl“ die „Sprengung eines Plattenbaus überlebt“ und auch „nicht in der Glut eines Hochofens, nicht mit einer Kugel im Kopf, auch nicht nach einem Fenstersturz“ totzukriegen ist. Dabei „scheinen die Gags wie aus Rücksicht auf das Sonntagspublikum leicht gedimmt“. Der treue Roy sei „verrückt auf die harmlose Art, das muss reichen“.
Die Redaktion von TV Movie vertritt die Meinung, in der Folge „wimmelt es nur so vor komischen Käuzen“, denn sie „setzt erneut auf eine Menge Humor“. Dabei sei dies durchaus differenziert zu bewerten, denn „mal funktioniert das Comichafte der Charaktere prächtig, teils übertreiben es die Macher aber auch und der sympathisch-skurrile Witz rutscht ins Alberne ab“. „Am stärksten“ sei die Episode, „wenn es mal ernst zugeht“. „Die Krimihandlung selber schlägt ein paar Haken zu viel, ist aber solide konstruiert“, insbesondere „das finale Drittel ist spannend und emotional“. Die Redaktion resümiert, die Folge sei „unterm Strich nicht ganz perfekt, aber schräg und vergnüglich“. Sie nennt die Folge „spaßig, selbst wenn nicht jeder Gag sitzt“ und stuft sie als „empfehlenswert“ ein.
Petra Noppeney von den Westfälischen Nachrichten urteilt, die Episode Der treue Roy folge dem Stil „Krimi skurril“ und sei damit „erstklassig“ gelungen. In dem „grandios schrägen »Tatort«“, der „irrwitzige Wendungen“ aufweise, seien die Hauptrollen mit dem „geprügelten Verlierer“ Roy, gespielt von Florian Lukas, und Fritzi Haberlandt „als übermächtiger Schwester“ gut besetzt. Den Drehbuchautoren gelang „nicht nur eine bis in den letzten Winkel witzige und intelligente Geschichte, die manches Klischee aufs Korn nahm“, sondern „kalauerten auch nach Herzenslust herum“ („Wer sitzt denn da im Schrank? – Frank. – Krank!“), „wovon vor allem Nora Tschirner und Christian Ulmen als Ermittlerpaar mit Kind und Eigenheim-Plänen in ihren Dialogen profitierten“.